# Caria lampeto
Caria lampeto är en fjärilsart som beskrevs av Frederick DuCane Godman och Osbert Salvin 1886. Caria lampeto ingår i släktet Caria och familjen Riodinidae. Inga underarter finns listade i Catalogue of Life.